# The Burning (film)
The Burning è un film del 1981 diretto da Tony Maylam e sceneggiato da Peter Lawrence e Bob Weinstein. È basato su un soggetto originale di Maylam, Harvey Weinstein e Brad Grey. Il film è liberamente ispirato alla leggenda urbana dello stato di New York su Cropsey, una storia divenuta molto popolare nei campi estivi negli anni '60 e '70.
Realizzato in piena epoca dei film slasher nati sull'onda di successo di Halloween - La notte delle streghe (1978) e Venerdì 13 (1980), il film è stato il primo ad essere prodotto dalla Miramax Films. Il produttore hollywoodiano Harvey Weinstein, che in seguito diresse film con grandi compagnie come la The Weinstein Company, ha prodotto il film. Il film segna anche il debutto cinematografico di Jason Alexander, Fisher Stevens e di Holly Hunter. Il leggendario make-up artist Tom Savini, famoso per i suoi lavori in Zombi (1978), Maniac (1980), e l'originale Venerdì 13, ha creato gli effetti per The Burning.

## Trama
Nel 1976, a Camp Blackfoot, alcuni campeggiatori fanno uno scherzo al custode, "Cropsy". Durante la notte entrano nella sua cabina e mettono un teschio accanto al letto dell'uomo con delle candele nelle orbite. Quando Cropsy viene svegliato dai rumori prodotti dai campeggiatori contro la sua finestra, si spaventa talmente alla vista del teschio da far appiccare accidentalmente fuoco ai suoi vestiti e poi all'intera cabina. I ragazzi, sotto shock, osservano Cropsy, completamente avvolto dalle fiamme, correre nel bosco, inciampare e cadere nel fiume.
Cinque anni dopo, Cropsy esce dall'ospedale. Indossa un cappotto, occhiali da sole e un cappello per nascondere la sua deformità. Pazzo di rabbia, uccide una prostituta prima strangolandola e poi accoltellandola ripetutamente al petto con un paio di forbici. L'uomo si reca poi in un campo estivo, Camp Stonewater, dove vorrebbe attaccare Tiger, una campeggiatrice, ma poi ci ripensa.
La mattina dopo, Sally esce dalla doccia ed è sorpresa da Alfred, che poi fugge via. Le urla di Sally richiamano Karen, Michelle, Todd e Eddy, i quali catturano Alfred. Michelle chiede che Alfred sia lasciato libero. Dopo Todd ha un dialogo con Alfred, dal quale scopre che il giovane non ha amici e che voleva solamente fare uno scherzo a Sally. Glazer, il fidanzato di Sally, poi attacca Alfred, il quale è difeso da Todd. Più tardi Alfred viene spinto in acqua da Glazer e salvato dagli altri ragazzi. Alfred poi si scusa con Sally.
Quella notte, Alfred vede Cropsy fuori dalla sua finestra, ma nessuno gli vuole credere. In sala mensa, Karen dice a Michelle che lei e Eddy hanno intenzione di fare sesso. Il giorno dopo vanno tutti a fare un giro in canoa lungo il fiume e si fermano su un'isoletta situata in mezzo al lago. Durante la notte, Karen e Eddy vanno al lago per far un bagno. Mentre stanno per fare sesso in acqua, Karen ci ripensa facendo infuriare Eddy. Uscita dall'acqua Karen trova i suoi vestiti sparsi per tutto il bosco. Mentre li raccoglie, Cropsy la afferra e le taglia la gola.
La mattina dopo, Michelle nota che Karen non è rientrata. Lei e Todd si mettono a cercarla e trovano Eddy, che dice loro che Karen lo ha lasciato solo nel bosco. Poco dopo si scopre che qualcuno ha slegato le canoe che ora sono alla deriva sul lago che circonda il campo. Alcuni campeggiatori, tra cui Todd, Michelle, Alfred, Glazer, Dave, Eddy, Sally, Woodstock, Tiger, Barbara, Marnie, Sophie, Diane, Fish, Alan e Rhoda creano una zattera per andare a raccogliere le canoe. Eddy, Fish e Woodstock salgono a bordo della zattera insieme a Diane e Barbara e partono alla ricerca delle canoe. Il gruppo ne individua una e pagaia verso di essa. Appena la raggiungono, dalla canoa salta fuori Cropsy che inizia ad ucciderli tutti con le sue cesoie.
Mentre sta scendendo la notte Michelle comincia ad essere preoccupata per Karen. Nel frattempo Glazer sta avendo un rapporto sessuale con Sally, ma soffre di eiaculazione precoce e per questo è arrabbiato. Poi Glazer va alla ricerca di qualcosa per accendere il fuoco e riprendere la loro intimità. Appena il giovane si è allontanato Cropsy appare davanti a Sally e la uccide. Glazer ruba i fiammiferi di Alfred, il quale si accorge della cosa e si mette a seguirlo. Glazer torna da Sally, ma è pugnalato da Cropsy e inchiodato ad un albero con le cesoie. Alfred, che ha visto tutto, torna dagli altri, sveglia Todd e lo informa di tutto. Todd non gli crede fino a quando non trova i corpi; egli viene poi attaccato da Cropsy, che lo mette fuori combattimento e poi si mette ad inseguire Alfred.
Mentre Todd si riprende dal colpo, alcuni campeggiatori rivengono la zattera con a bordo i corpi di Eddy, Fish, Woodstock, Diane e Barbara. Todd informa Michelle di quanto accaduto e poi le dice di riportare i campeggiatori rimasti – Dave, Tiger, Marnie, Sophie, Alan e Rhoda - al campeggio. Todd si arma poi di un'ascia e va nel bosco alla ricerca di Alfred, il quale sta ancora fuggendo da Cropsy. Alfred viene poi catturato dall'assassino e trascinato in una miniera abbandonata. Todd raggiunge la miniera, al cui interno scopre il corpo di Karen. Cropsy, armato di una fiamma ossidrica, inizia a cercare Todd per ucciderlo. Quando vede il volto orribilmente sfigurato di Cropsy, Todd ricorda di essere stato uno dei ragazzi responsabili dello scherzo che lo ha reso sfigurato.
Mentre sta sfuggendo a Cropsy, Todd trova Alfred inchiodato al muro con le cesoie conficcate nel braccio ma non può liberarlo perché sorpreso da Cropsy con il quale intraprende una lotta. Nel frattempo, all'esterno, Michelle viaggia in barca alla ricerca di Todd ed Alfred. Alfred riesce a liberarsi e trafigge Cropsy con le cesoie, apparentemente uccidendolo. Finalmente giunge la polizia in elicottero. Mentre stanno per uscire dalla miniera, Todd ed Alfred sono nuovamente attaccati da Cropsy. Todd lo colpisce in faccia con l'ascia conficcandolo contro una trave di legno ed Alfred gli dà fuoco con la fiamma ossidrica. I due poi escono finalmente dalla miniera mentre il corpo di Cropsy viene lentamente consumato dalle fiamme.
Il film si conclude con un gruppo di adolescenti che raccontano la storia di Cropsy intorno ad un fuoco.

## Pre-produzione

### Concetto e creazione
Nel 1980 Harvey Weinstein era disperato in quanto voleva tentare di sfondare nel mondo del cinema. Weinstein e il suo socio di produzione Michael Cohl riconobbero il successo di film horror a basso costo come Halloween - La notte delle streghe (1978) e Non aprite quella porta (1974) e cominciarono a pensare a storie dell'orrore. Avendo ascoltato la leggenda su Cropsey quando si trovava ad un campeggio nello stato di New York, Weinstein propose l'idea a Cohl, che rimase affascinato dalla cosa.
Il progetto è iniziato prima dell'uscita del famoso film Venerdì 13 di Sean S. Cunningham. Nel 1979 Harvey Weinstein creò un copione di cinque pagine dal titolo "The Cropsy Maniac" e lo registrò nel mese di aprile del 1980, un mese prima che il film di Cunningham uscisse nei cinema. Casualmente, nello stesso tempo il regista Joseph Ellison stava realizzando un film anch'esso intitolato “The Burning”, ma poi modificò il titolo in Don't Go in the House per evitare confusione con il film di Weinstein. La produzione inoltre notò alcune somiglianze con un altro film slasher in pre-produzione all'epoca, un film che sarebbe diventato noto come Madman (1982). Nell'estate del 1980, durante un casting per Madman, una delle attrici disse che il suo ragazzo stava recitando in The Burning. Ciò costrinse a modificare interamente il film Madman, che era stato anch'esso ispirato dalla leggenda di Cropsy. Questo cambiamento ha causato un ritardo delle riprese fino al tardo ottobre 1980. La troppa presenza di film simili è stato uno degli sfortunati effetti collaterali del boom slasher dei primi anni '80.
Il regista britannico Tony Maylam, noto per aver realizzato negli anni '70 documentari sulla musica rock, venne assunto come regista nell'estate 1980.
La sceneggiatura, scritta da Peter Lawrence e Bob Weinstein, venne realizzata in sole sei settimane. Motivazione della fretta fu il fatto che il film doveva esser girato prima della fine dell'estate 1980. Fu Maylam a suggerire l'idea che l'arma di Cropsy fosse un paio di cesoie da giardinaggio. Inizialmente il film aveva un finale diverso: lo scontro finale con Cropsy sarebbe dovuto svolgersi in una rimessa per barche ed Alfred veniva ucciso da Cropsy. Altra differenza con il lavoro finito è il fatto che nello script originale era presente un personaggio di nome Alan che era l'interessa amoroso di Tiger. Anche la versione inizialmente concepita terminava con una scena intorno al fuoco, ma l'ultima frase del film era diversa: “...E ogni anno egli cerca vendetta per le cose terribili che quei ragazzi gli hanno fatto ... ogni anno lui uccide!”
La società di produzione del film fu chiamata Miramax, dai nomi di Mira e Max, i genitori di Harvey e Bob Weinstein. Il budget per il film era una cifra compresa tra 500.000 dollari e 1,5 milioni di dollari, anche se quest'ultima cifra è più spesso citata. Cohl ha ammesso il fatto che, poiché la maggior parte delle persone coinvolte nella produzione del film era esordiente nel mondo del cinema, questo ha causato alcuni problemi, e il film è andato oltre il budget.

### Casting
Il casting ha avuto luogo a New York nella primavera del 1980. Brian Matthews e Leah Ayres furono i primi attori assunti per il film. Ayres aveva già una carriera di successo sul piccolo schermo. Maylam insistette affinché Matthews si tingesse i suoi capelli di castano perché non pensava potesse apparire come macho con i capelli biondi. Larry Joshua venne scelto per interpretare uno dei ragazzi del campo anche se era molto più anziano di Matthews e Ayres. Alcuni membri del cast, tra cui Holly Hunter, Jason Alexander e Fisher Stevens, erano al loro primo ruolo cinematografico.
I Weinstein e Maylam affidarono il trucco a Tom Savini, che essi incontrarono a Pittsburgh. Savini aveva lavorato in film come Zombi (1978), Venerdì 13 (1980), Maniac (1980) e Gli occhi dello sconosciuto (1981). Savini rifiutò di lavorare al film L'assassino ti siede accanto (1981) perché non riusciva a capire con che logica Jason era diventato da vittima a carnefice. Savini ebbe modo di dire di amare la sceneggiatura di The Burning.

## Produzione

### Riprese
The Burning venne girato nell'estate del 1980 a Buffalo e North Tonawanda. Gran parte delle riprese hanno avuto luogo dentro e intorno a campi estivi realmente esistenti per dare quel look autentico pur mantenendo bassi i costi. I membri del cast hanno indossato vestiti di loro proprietà durante le riprese. Molti membri del cast provenivano dall'area di New York ed erano a conoscenza della leggenda di Cropsy.
Le gambe di Cropsy che prendono fuoco ad inizio film sono in realtà le gambe di Savini. Lo stunt che impersona Cropsy nella scena in cui prende fuoco è il diciassettenne Reid Rondell, morto durante le riprese della serie televisiva Airwolf pochi anni dopo.
Savini ebbe solo tre o quattro giorni per creare il make-up di Cropsy. Nella sua autobiografia "Grande Illusions", Savini dice di essersi ispirato per il look di Cropsy su un mendicante ustionato che aveva visto da bambino a Pittsburg.
Savini riprende alcuni effetti usati in Venerdì 13 per The Burning. La scena dove una vittima ha la gola squarciata da Cropsy è molto simile ad una scena dell'altro film. Anche nella scena della morte di Cropsy, con l'ascia che gli spacca la faccia, è stato usato un effetto uguale a quello usato in Venerdì 13.
Maylam ricorda che Carolyn Houlihan, che era stata Miss USA nel 1979, trovò estremamente difficile girare le scene di nudo. Invece Carrick Glenn, che ha recitato anch'essa in una scena di nudo, era molto rilassata all'idea.
Maylam sostiene di aver interpretato Cropsy per circa il 90% del film, in quanto nessun altro riusciva a tenere le forbici in mano nel modo in cui lui voleva.

### Post-produzione
Il film è stato montato da Jack Sholder, che di lì a poco dirigerà il primo film della compagnia New Line Cinema, lo slasher Nel buio da soli (1982), interpretato da Jack Palance, Martin Landau e Donald Pleasence. Sholder ha inoltre diretto il film Nightmare 2 - La rivincita (1985), il sequel di Nightmare - Dal profondo della notte (1984).

## Distribuzione
Nel febbraio 1981 la Filmways Pictures acquisì i diritti di distribuzione del film dalla Mirimax. Secondo la rivista Variety, la Filmways si trovava in difficoltà finanziarie e sperava di riuscire a fare qualche soldo sfruttando il boom dei film slasher. La Filmways era inizialmente intenzionata a rinominare il film “Tales Around the Campfire”, ma alla fine il titolo originale venne mantenuto. Il film venne successivamente distribuito in Gran Bretagna, Germania, Francia, Spagna e Giappone.

## Box-Office
Uscito nei cinema statunitensi nel maggio 1981, The Burning incassò nella sola città di Buffalo, Florida la cifra di 33.000 dollari. Tuttavia l'interesse verso il film passò presto e dopo appena una settimana gli spettatori che si recavano a vederlo erano di molto calati.
Rimase nella lista dei 50 film con i maggiori introiti per sole quattro settimane con un introito totale di soli 270.508 $.
La presenza sul mercato di numerosi altri film slasher come Compleanno di sangue (1981), Final Exam (1981), Un'ombra nel buio (1981), Graduation Day (1981) e L'assassino ti siede accanto fece sì che un gran numero di spettatori si recasse a vederli al posto di The Burning.

## Censura
A causa delle scene violente e cruente presenti nel film, The Burning fu pesantemente censurato. Negli Stati Uniti la versione integrale del film si è vista solamente al momento della sua uscita in DVD avvenuta nel 2007.

## Colonna sonora
La colonna sonora del film uscì su LP nel 1981 in Europa e poco dopo negli Stati Uniti e in Giappone. Esso include la musica del film e gli arrangiamenti della rock band di Wakeman, conosciuta come The Wakeman Variations. Alan Brewer, direttore musicale del film, fece anche da co-produttore per l'album insieme a Rick Wakeman.
Tracce audio
1. "Theme from The Burning" – 3:33
2. "The Chase Continues (Po's Plane)" – 3:53
3. "Variations on the Fire" – 5:13
4. "Shear Terror and More" – 4:34
5. "The Burning (End Title Theme)" – 2:01
6. "Campfire Story" – 3:09
7. "The Fire" – 3:25
8. "Doin' It" – 2:42
9. "Devil's Creek Breakdown" – 2:21
10. "The Chase" – 2:02
11. "Shear Terror" – 2:43